# بنفشه پاغازی
 بنفشه پاغازی(نام علمی: Viola purpurea) نام یک گونه از سرده بنفشه است.